# آزان‌گولوو
آزان‌گولوو (انگلیسی: Azangulovo) یک شهرک در شهرستان مچتلینسکی استان باشقیرستان کشور روسیه است.